# (73466) 2002 OP5
(73466) 2002 OP5 – planetoida z pasa głównego asteroid okrążająca Słońce w ciągu 5,47 lat w średniej odległości 3,1 j.a. Odkryta 20 lipca 2002 roku.